# Dominic Chiasson
Pour les articles homonymes, voir Chiasson.
Dominic Chiasson, né le 18 janvier 1977 à Salaberry-de-Valleyfield (Québec, Canada) est un joueur professionnel canadien de hockey sur glace.

## Carrière de joueur
Il a joué quatre saisons avec les Foreurs de Val-d'Or de la Ligue de hockey junior majeur du Québec.
Lors de la saison 1997-1998, il a commencé sa carrière professionnelle, disputant douze matchs avec les Rafales de Québec de la Ligue internationale de hockey.
Il passe les deux saisons suivantes avec différents clubs de la United Hockey League, puis la saison 2000-2001 avec les Gothiques d'Amiens de la Ligue Magnus.
Lors de la saison 2001-2002, il dispute un match avec les Americans de Rochester de la Ligue américaine de hockey, en plus de jouer avec les Royaux de Sorel de la Ligue de hockey semi-professionnelle du Québec et avec les IceHawks de l'Adirondack de la UHL.
Après une saison complète avec les IceHawks de l'Adirondack, il se joint à l’automne 2003 aux Dragons de Verdun.
Après trois saisons avec cette équipe, il est échangé au Top Design de Saint-Hyacinthe. Il joue ensuite avec les Summum-Chiefs de Saint-Jean-sur-Richelieu et l’Isothermic de Thetford Mines.
Le 25 novembre 2009 il est échangé au Lois Jeans de Pont-Rouge, puis le 13 janvier 2010 aux Marquis de Saguenay.
Le 28 janvier 2011 il est échangé au GCI de Sorel-Tracy.
Le 9 août 2011 il signe une prolongation de contrat avec l'équipe qui porte désormais le nom du HC Carvena de Sorel-Tracy.
Le 10 juin 2013 il est échangé aux Braves de Valleyfield. Le 11 juillet il signe un contrat avec l'équipe, mais le 24 septembre 2013 il est échangé aux Riverkings de Cornwall.

## Statistiques
| Saison      | Équipe                                    | Ligue        |     | Saison régulière | Saison régulière | Saison régulière | Saison régulière | Saison régulière |    | Séries éliminatoires | Séries éliminatoires | Séries éliminatoires | Séries éliminatoires | Séries éliminatoires |
| Saison      | Équipe                                    | Ligue        | PJ  | B                | A                | Pts              | Pun              | PJ               | B  | A                    | Pts                  | Pun                  |                      |                      |
| 1994-1995   | Foreurs de Val-d'Or                       | LHJMQ        | 65  | 17               | 13               | 30               | 46               | -                | -  | -                    | -                    | -                    |                      |                      |
| 1995-1996   | Foreurs de Val-d'Or                       | LHJMQ        | 52  | 12               | 15               | 27               | 80               | 13               | 3  | 2                    | 5                    | 26                   |                      |                      |
| 1996-1997   | Foreurs de Val-d'Or                       | LHJMQ        | 70  | 50               | 39               | 89               | 106              | 13               | 5  | 10                   | 15                   | 16                   |                      |                      |
| 1997-1998   | Rafales de Québec                         | LIH          | 12  | 1                | 1                | 2                | 4                | -                | -  | -                    | -                    | -                    |                      |                      |
| 1997-1998   | Foreurs de Val-d'Or                       | LHJMQ        | 49  | 25               | 35               | 60               | 27               | 18               | 14 | 15                   | 29                   | 11                   |                      |                      |
| 1998-1999   | Gears de Saginaw                          | UHL          | 49  | 15               | 26               | 41               | 8                | -                | -  | -                    | -                    | -                    |                      |                      |
| 1998-1999   | Prowlers de Mohawk Valley                 | UHL          | 23  | 15               | 8                | 23               | 6                | -                | -  | -                    | -                    | -                    |                      |                      |
| 1999-2000   | Prowlers de Mohawk Valley                 | UHL          | 31  | 9                | 10               | 19               | 12               | -                | -  | -                    | -                    | -                    |                      |                      |
| 1999-2000   | Kodiaks de Madison                        | UHL          | 17  | 4                | 6                | 10               | 10               | -                | -  | -                    | -                    | -                    |                      |                      |
| 1999-2000   | Speed de Knoxville                        | UHL          | 12  | 8                | 3                | 11               | 4                | -                | -  | -                    | -                    | -                    |                      |                      |
| 2000-2001   | Gothiques d'Amiens                        | Ligue Magnus |     | 14               | 14               | 28               |                  |                  |    |                      |                      |                      |                      |                      |
| 2001-2002   | Americans de Rochester                    | LAH          | 1   | 0                | 0                | 0                | 0                | -                | -  | -                    | -                    | -                    |                      |                      |
| 2001-2002   | Royaux de Sorel                           | LHSPQ        | 5   | 1                | 0                | 1                | 2                | -                | -  | -                    | -                    | -                    |                      |                      |
| 2001-2002   | IceHawks de l'Adirondack                  | UHL          | 61  | 40               | 38               | 78               | 29               | 5                | 1  | 2                    | 3                    | 2                    |                      |                      |
| 2002-2003   | IceHawks de l'Adirondack                  | UHL          | 76  | 53               | 35               | 88               | 8                | 4                | 2  | 3                    | 5                    | 2                    |                      |                      |
| 2003-2004   | Dragons de Verdun                         | LHSMQ        | 50  | 51               | 36               | 87               | 22               | 22               | 16 | 19                   | 35                   | 13                   |                      |                      |
| 2004-2005   | Dragons de Verdun                         | LNAH         | 60  | 41               | 48               | 89               | 31               | 5                | 1  | 3                    | 4                    | 2                    |                      |                      |
| 2005-2006   | Dragons de Verdun                         | LNAH         | 56  | 52               | 56               | 108              | 18               | 4                | 0  | 3                    | 3                    | 4                    |                      |                      |
| 2006-2007   | Top Design de Saint-Hyacinthe             | LNAH         | 48  | 28               | 33               | 61               | 16               | 5                | 1  | 4                    | 5                    | 0                    |                      |                      |
| 2007-2008   | Summum-Chiefs de Saint-Jean-sur-Richelieu | LNAH         | 33  | 15               | 29               | 44               | 35               | -                | -  | -                    | -                    | -                    |                      |                      |
| 2007-2008   | Isothermic de Thetford Mines              | LNAH         | 16  | 4                | 7                | 11               | 6                | 7                | 5  | 4                    | 9                    | 0                    |                      |                      |
| 2008-2009   | Isothermic de Thetford Mines              | LNAH         | 43  | 27               | 31               | 58               | 24               | 18               | 10 | 14                   | 24                   | 6                    |                      |                      |
| 2009-2010   | Isothermic de Thetford Mines              | LNAH         | 16  | 6                | 7                | 13               | 8                | -                | -  | -                    | -                    | -                    |                      |                      |
| 2009-2010   | Lois Jeans de Pont-Rouge                  | LNAH         | 6   | 1                | 0                | 1                | 0                | -                | -  | -                    | -                    | -                    |                      |                      |
| 2009-2010   | Marquis de Saguenay                       | LNAH         | 12  | 8                | 7                | 15               | 2                | 12               | 5  | 9                    | 14                   | 6                    |                      |                      |
| 2010-2011   | Marquis de Saguenay                       | LNAH         | 27  | 11               | 13               | 24               | 12               | -                | -  | -                    | -                    | -                    |                      |                      |
| 2010-2011   | GCI de Sorel-Tracy                        | LNAH         | 11  | 9                | 7                | 16               | 12               | 4                | 4  | 1                    | 5                    | 2                    |                      |                      |
| 2011-2012   | HC Carvena de Sorel-Tracy                 | LNAH         | 44  | 16               | 32               | 48               | 27               | -                | -  | -                    | -                    | -                    |                      |                      |
| 2012-2013   | HC Carvena de Sorel-Tracy                 | LNAH         | 39  | 17               | 17               | 34               | 20               | 14               | 9  | 9                    | 18                   | 6                    |                      |                      |
| 2013-2014   | Riverkings de Cornwall                    | LNAH         | 38  | 15               | 17               | 32               | 18               | 6                | 0  | 5                    | 5                    | 4                    |                      |                      |
| 2014-2015   | Riverkings de Cornwall                    | LNAH         | 3   | 1                | 1                | 2                | 2                |                  |    |                      |                      |                      |                      |                      |
| Totaux LNAH | Totaux LNAH                               | Totaux LNAH  | 507 | 303              | 341              | 644              | 255              | 97               | 51 | 71                   | 122                  | 43                   |                      |                      |

## Trophées et honneurs personnels
- Ligue nord-américaine de hockey
  - 2003-2004 : gagne la Coupe Futura, reçoit le trophée Maurice-Richard remis au meilleur buteur de la ligue et élu sur l'équipe d'étoiles de l'Ouest.
  - 2005-2006 : reçoit le Trophée du joueur le plus gentilhomme et le trophée Maurice-Richard remis au meilleur buteur de la ligue.
  - Au terme de la saison 2012-2013, il figure au 6e rang des meilleurs marqueurs de l’histoire de la ligue avec 610 points.
  - Il est aussi au 2e rang pour le nombre de buts marqués (287), 14e rang pour le nombre d’assistances (323) et au 10e rang pour le nombre de matchs joués (466).
- Ligue de hockey junior majeur du Québec
  - 1997-1998 : gagne la Coupe du président et participe à la Coupe Memorial avec les Foreurs de Val-d'Or.